# Telegraph Construction and Maintenance Company

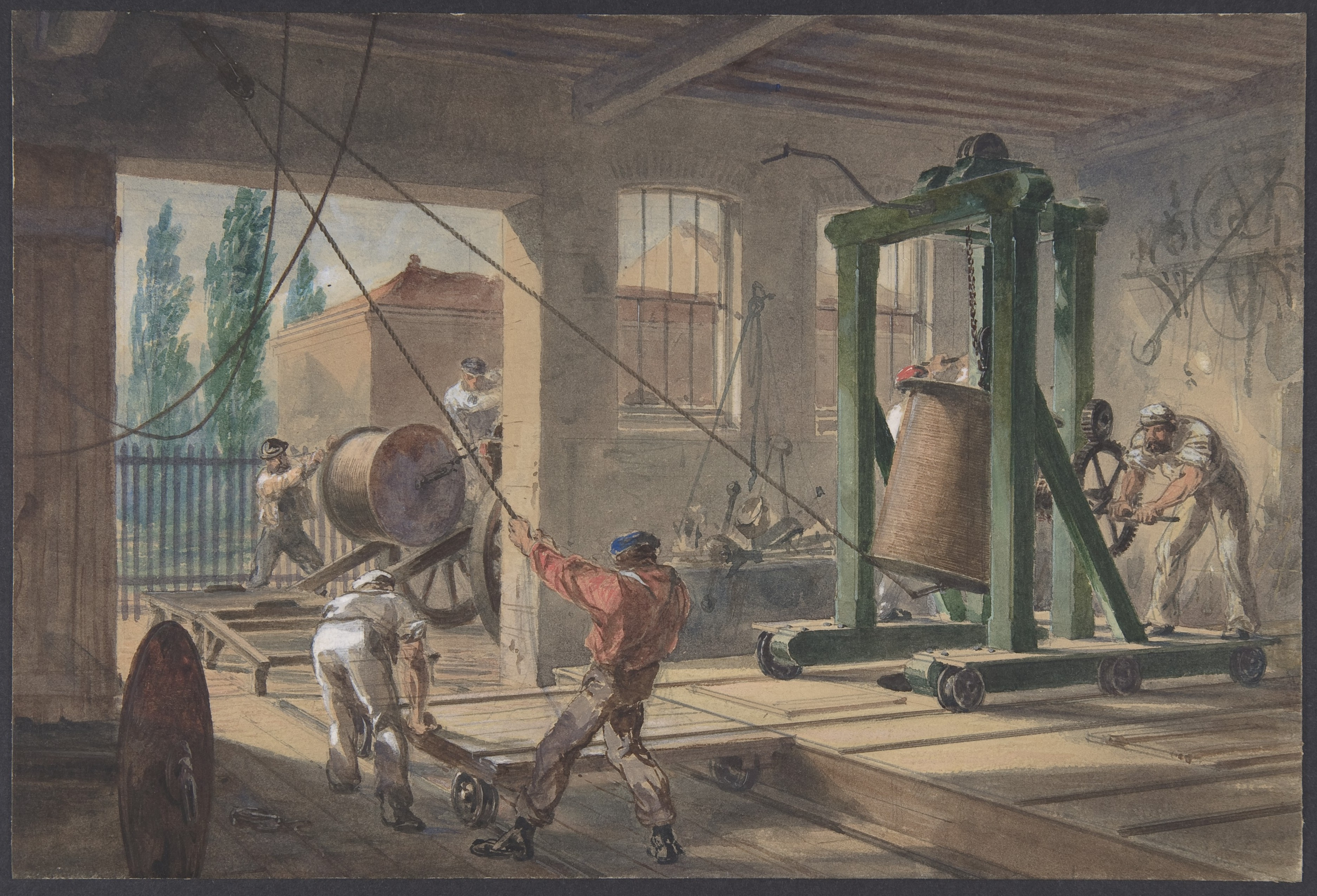
Fertigung der Kabel im Werk der Telcon (Gemälde von Robert Charles Dudley um 1866)

Die Telegraph Construction & Maintenance Company (Telcon), deutsch etwa „Telegrafenbau- und Wartungsunternehmen“, war von 1864 bis 1959 ein britisches Kabelunternehmen mit Sitz in Enderby’s Wharf am Südufer der Themse in Greenwich.

## Geschichte
Die Telcon entstand am 7. April 1864 durch Fusion der Gutta Percha Company mit der Glass, Elliot & Co.
Das erste Großprojekt der neuen Firma war die Verlegung eines transatlantischen Kabels zwischen Irland und Neufundland für die Atlantic Telegraph Company (ATC). Nachdem der Versuch von 1865 gescheitert war, glückte die Verlegung am 27. Juli 1866. Noch im selben Jahr, am 31. August, konnte auch das verlorengegangene Kabel von 1865 geborgen und repariert werden. Damit standen ab dem 8. September 1866 erstmals zwei unabhängig funktionierende Seekabel für die Telekommunikation zwischen der „alten“ und der „neuen Welt“ zur Verfügung.
In den folgenden Jahrzehnten verlegte die Telcon weltweit viele weitere Nachrichtenkabel, bevor sie im Jahr 1959 von der British Insulated Callender’s Cables (BICC) übernommen wurde.